# Convolvuleae
Convolvuleae es una tribu de plantas con flores perteneciente a la familia de las convolvuláceas que tiene los siguientes géneros.

## Géneros
- Calystegia, Convolvulus, Polymeria